# Saarforschungsgemeinschaft
Die Saarforschungsgemeinschaft (SFG) war eine im Jahre 1926 gegründete Forschungsgemeinschaft mit Sitz in Frankfurt am Main.
Die von Hermann Aubin, dem Gründer und Leiter des Bonner Instituts für geschichtliche Landeskunde der Rheinlande, initiierte Forschungsgemeinschaft diente der wissenschaftlichen Flankierung eines deutschen Anspruchs auf die Rückgliederung des Saargebiets. Im Vorfeld der Saarabstimmung veröffentlichte die SFG den Saaratlas; dieser sollte eine historische Verbindung des Saargebiets mit dem Deutschen Reich belegen. Finanziert wurde das Institut durch diverse Berliner Ministerien. Nach der 1935 erfolgten Rückgliederung des Saargebiets ging die SFG zusammen mit anderen Institutionen 1936 im neu geschaffenen Saarpfälzischen Institut für Landesforschung auf.